# Kerk van Eenrum
De kerk van Eenrum is een laatromaanse kerk met romanogotische ramen in het Groninger dorp Eenrum. Het kerkgebouw en het kerkhof zijn eigendom van de Stichting Oude Groninger Kerken. 

## Bouwgeschiedenis
De huidige laat-romaanse kerk kwam tot stand in de 13e eeuw, in twee aaneensluitende fasen. De binnenmuren van de drie westelijke traveeën werden opgemetseld met tufstenen van het vorige kerkgebouw. De kerk was gewijd aan Sebastianus en Fabianus, namen die op de grote luidklok terug te zien zijn. In 1652 werd naar een ontwerp van Adam van Collen de 50 meter hoge toren voltooid, ter vervanging van een lage vrijstaande 13de-eeuwse toren aan de noordkant. Het gehele kerkinterieur werd in 1811-1814 vernieuwd, met houtsnijwerk in Lodewijk XVI-stijl van de Groningse architect Mattheus Walles en zijn zoon Anthonie Walles. In 1865 was er een grote renovatie waarbij de ramen werden vergroot en de buitenmuren gestuct. Van 1951-1957 werd de toren en daarna de kerk gerestaureerd naar de toestand van vóór 1865. De kleurstelling van diverse delen van de toren werd niet weer aangebracht. De grote klok (f1) is uit 1390, de kleine klok (cis3) van J.Borchhardt uit 1752.  Sinds 2008 is de kerk eigendom van de Stichting Oude Groninger Kerken.

## Klok
Grote luidklok van Eenrum uit 1390 is een van de oudste van de provincie. Op de klok staat de tekst 'FUSA EST H. CAMPANA IN ONORE FABEANI ET SEBASTIANI MARTIRAM SC. ANNO DNI MCCCXC SUB DNO. WOULZBO. K.B.E.', wat zoveel betekent als dat deze tijdens het bewind van pastoor Woulzbo (naam is onzeker) in 1390 gegoten is ter ere van de heilige martelaren Fabianus en Sebastianus. De betekenis van de letters KBE is onbekend. De grote M op de klok staat voor 'monument'. Dit was om de Duitse bezetter tijdens de Tweede Wereldoorlog ervan te weerhouden deze af te voeren en om te smelten. De klok werd in 1942 alsnog uit de toren verwijderd. Bij het vervoer over het IJsselmeer viel de klok 'per ongeluk' van de aak die hem vervoerde en bleef de rest van de oorlog op de bodem liggen. Na de oorlog werd de klok opgevist uit het meer en op 29 november 1945 teruggehangen in de toren.

## Doopvonten
De lavastenen doopvont met Romaanse bogen stamt (naar analogie van die van Seligenthal) mogelijk nog uit de 11e eeuw en is hiermee de oudste vont van Noord-Nederland en Ostfriesland en nog voor de bouw van de kerk tot stand gekomen. Volgens Peters zou de cilindervorm van de vont zijn gemodelleerd naar houten vaten die men daarvoor mogelijk zou hebben gebruikt. De vont heeft een hoogte van 86 cm en kon worden gebruikt om een kind volledig in onder te dompelen. Ook een volwassene kon er gehurkt in zitten. De vont werd rond 1840 uit de kerk verwijderd naar een plek onder de toren en werd vervolgens door een plaatselijke kerktimmerman aan noordzijde van de kerk gebruikt als kalkbak. Kort na de oprichting van het Museum van Oudheden voor de Provincie Groningen werd de 'merkwaardige' vont in 1891 daaraan uitgeleend. Bij de restauratie van de kerk in 1957 vroeg de kerkvoogdij de vont terug, hetgeen met tegenzin van het museum werd ingewilligd. In 1965 kwam men er (na onderzoek) echter achter dat niet de vont van Eenrum, maar die van Toornwerd in de kerk was gezet. Daarop werd in 1966 alsnog de juiste doopvont uit Eenrum naar de kerk gebracht.
In de kerk staat ook een houten doopvont waarvan onbekend is uit welke periode deze stamt. Deze is gezien de bolpoten mogelijk nog van voor de wijziging van het kerkinterieur van 1814. Op de vont staan een aantal christelijke symbolen zoals een brandend hart met een oog met een anker en een kruis en twee handen die elkaar vasthouden en daarmee het leven na de dood symboliseren.

## Orgel
Het orgel (HW.13-, RW. 8-, Ped. 7 reg., Man. C-f3, Ped. C-d1), werd in 1817 voltooid door Nicolaus Anthonie Lohman, met ook hier houtsnijwerk van Walles. In 1865 verving Nicolaas Anthonie Gerhardus Lohman de vier spaanbalgen door een magazijnbalg. In 1874 werkte de fa. P. van Oeckelen ingrijpend aan het orgel, met o.m. vernieuwing van de magazijnbalg, klaviatuur en de vijf tongwerken. Het pedaal werd toen uitgebreid met drie stemmen. In 1964 werd het orgel gerestaureerd naar de toestand van 1817 door Gebr. van Vulpen, waarbij o.m. de klaviatuur en de magazijnbalg uit 1874 werden gehandhaafd. Vanaf 1980 zijn diverse correcties uitgevoerd op het werk van 1964.

## Zie ook

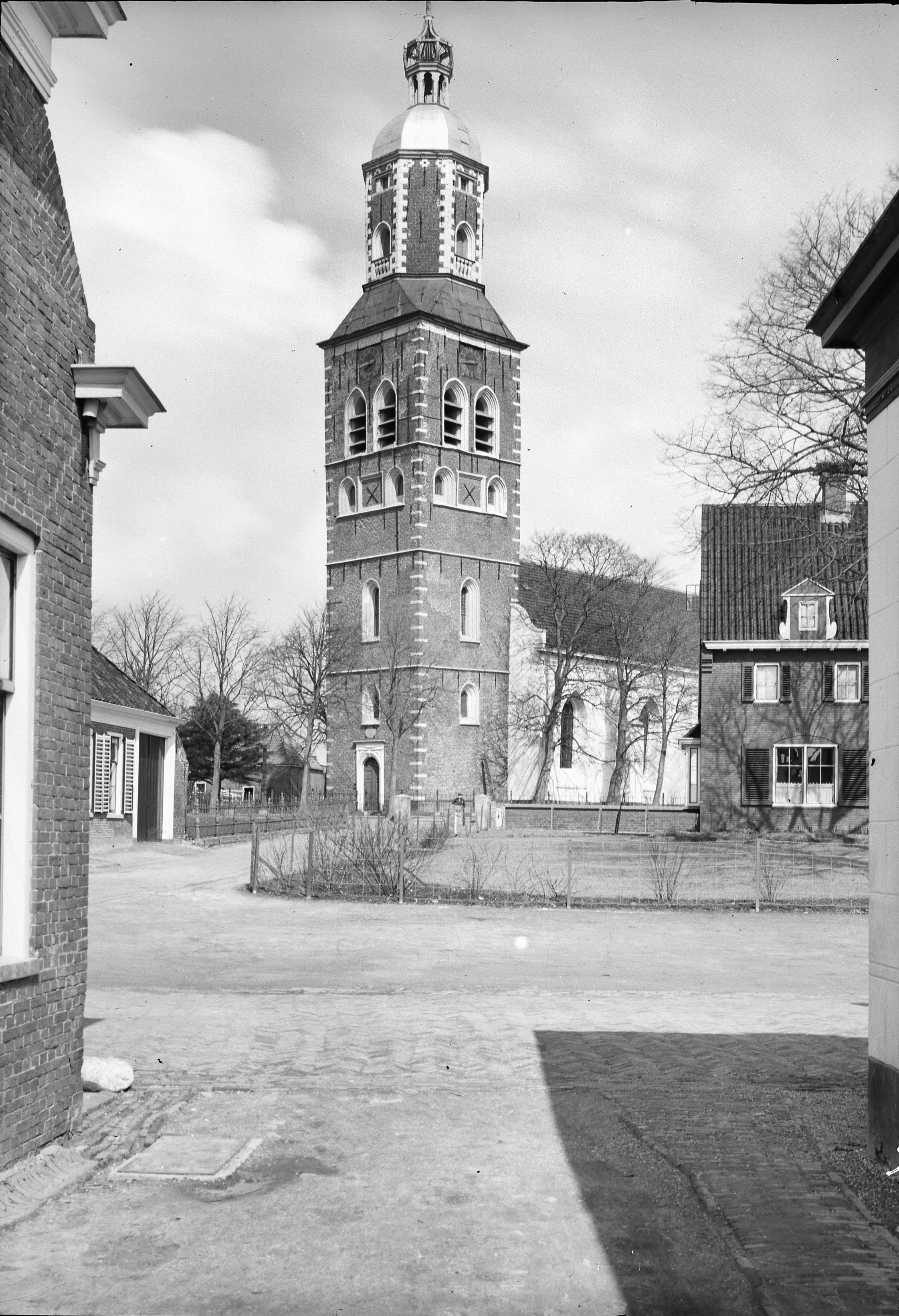
Exterieur vóór de restauratie van 1957 met de gotische vensters en een groot aantal zichtbare ankers in de toren (1941)
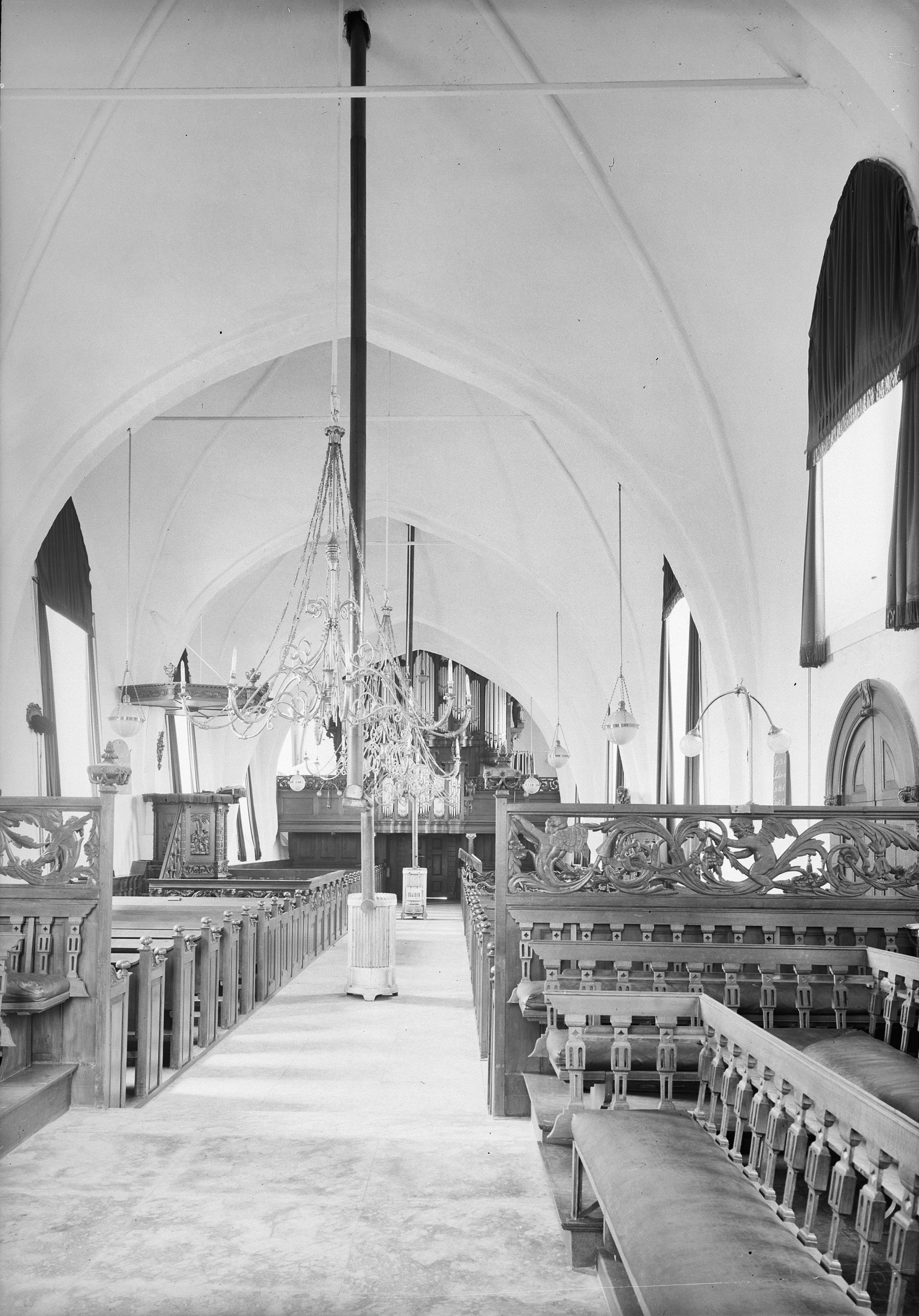
Interieur vóór de restauratie van 1957 (1941)
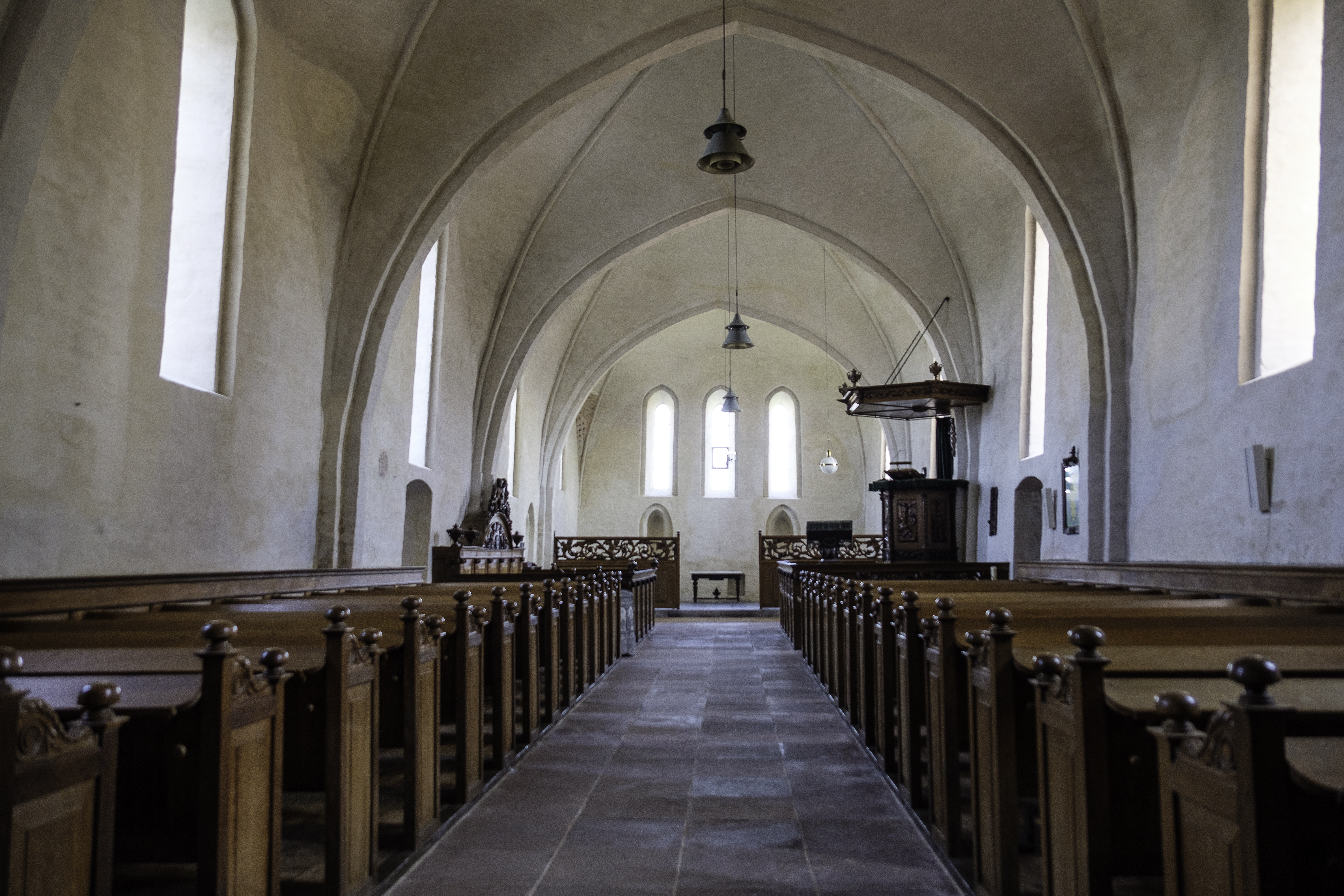
Interieur
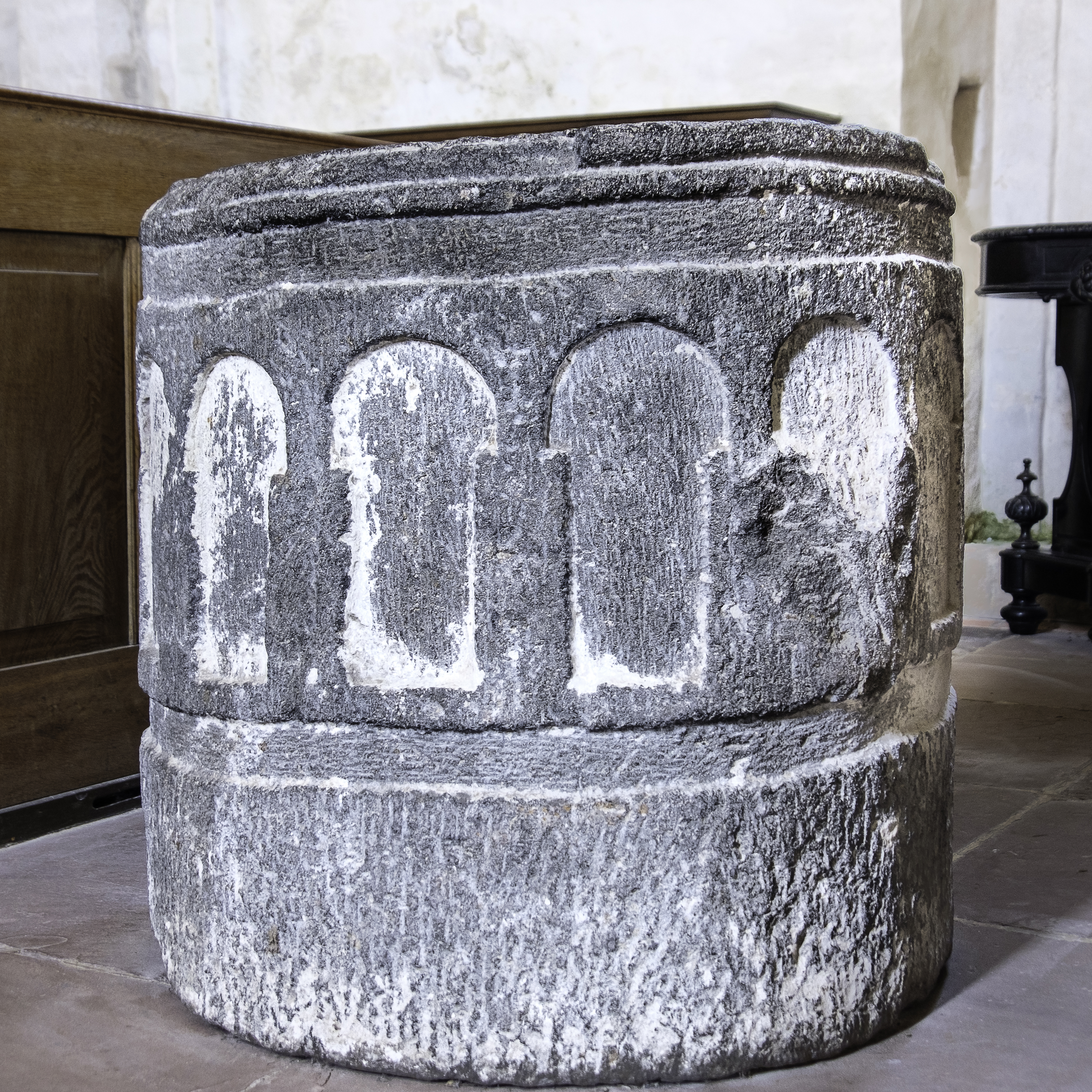
Het 11e-eeuwse doopvont
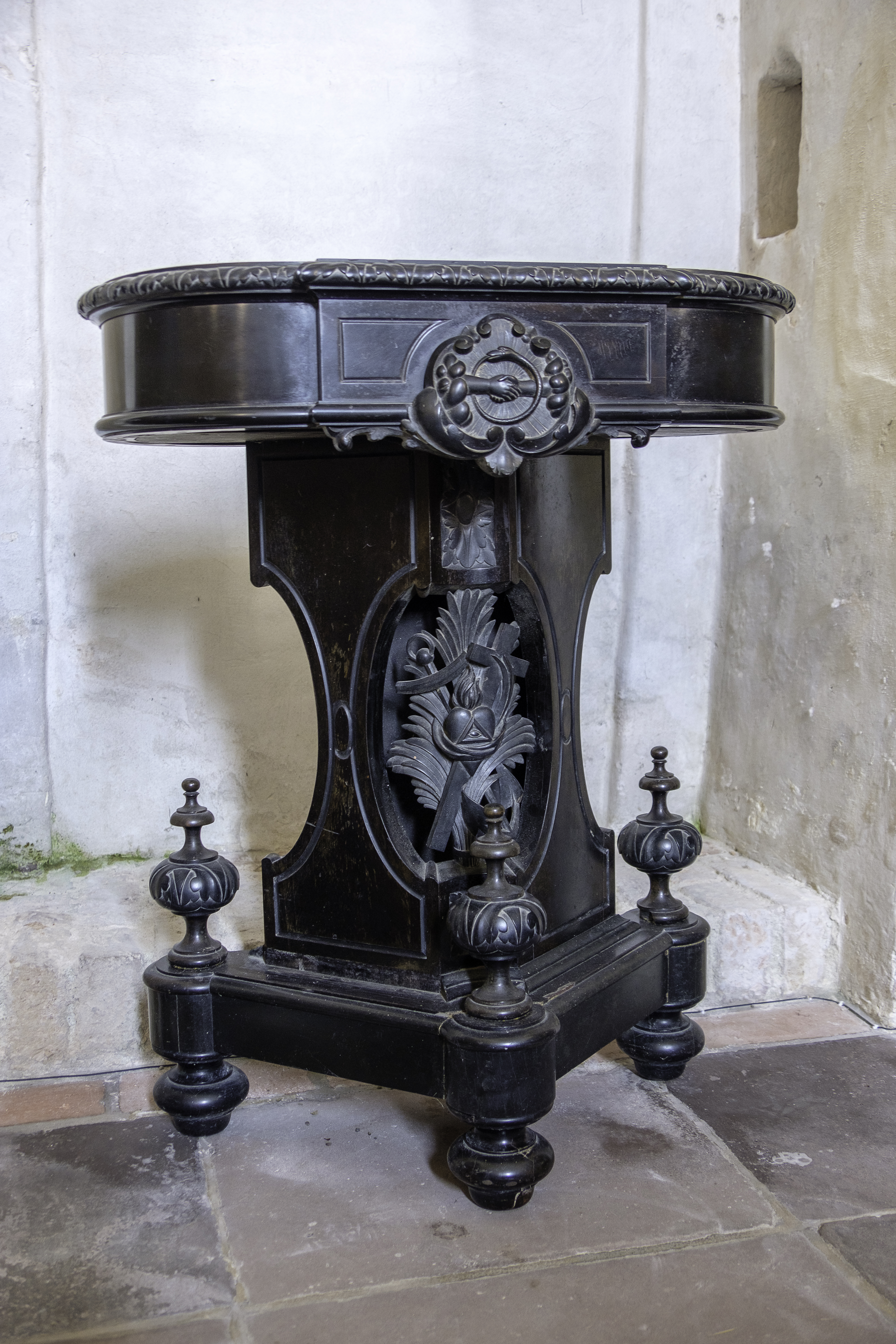
Houten doopvont uit onbekend jaar
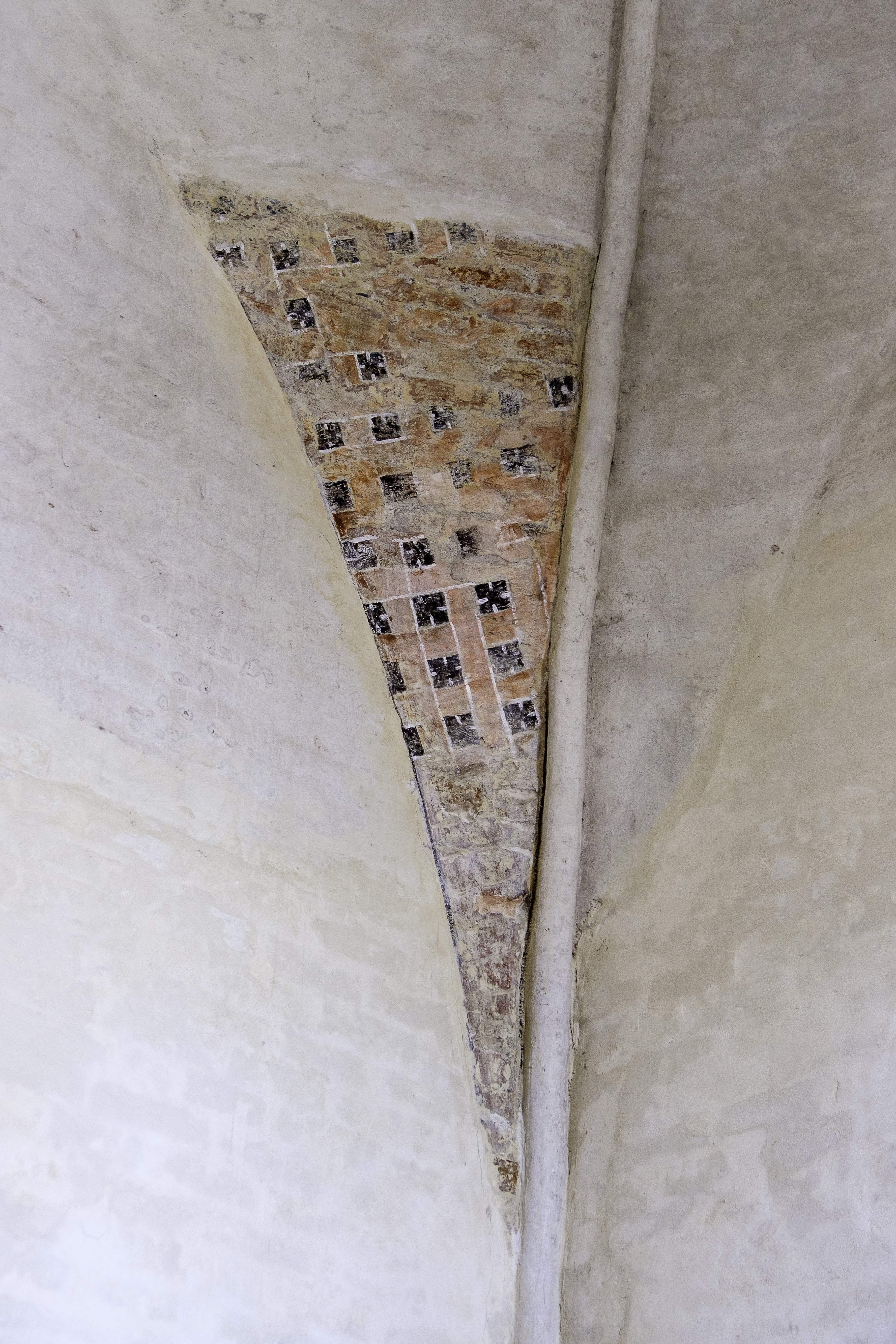
13e-eeuwse versieringen
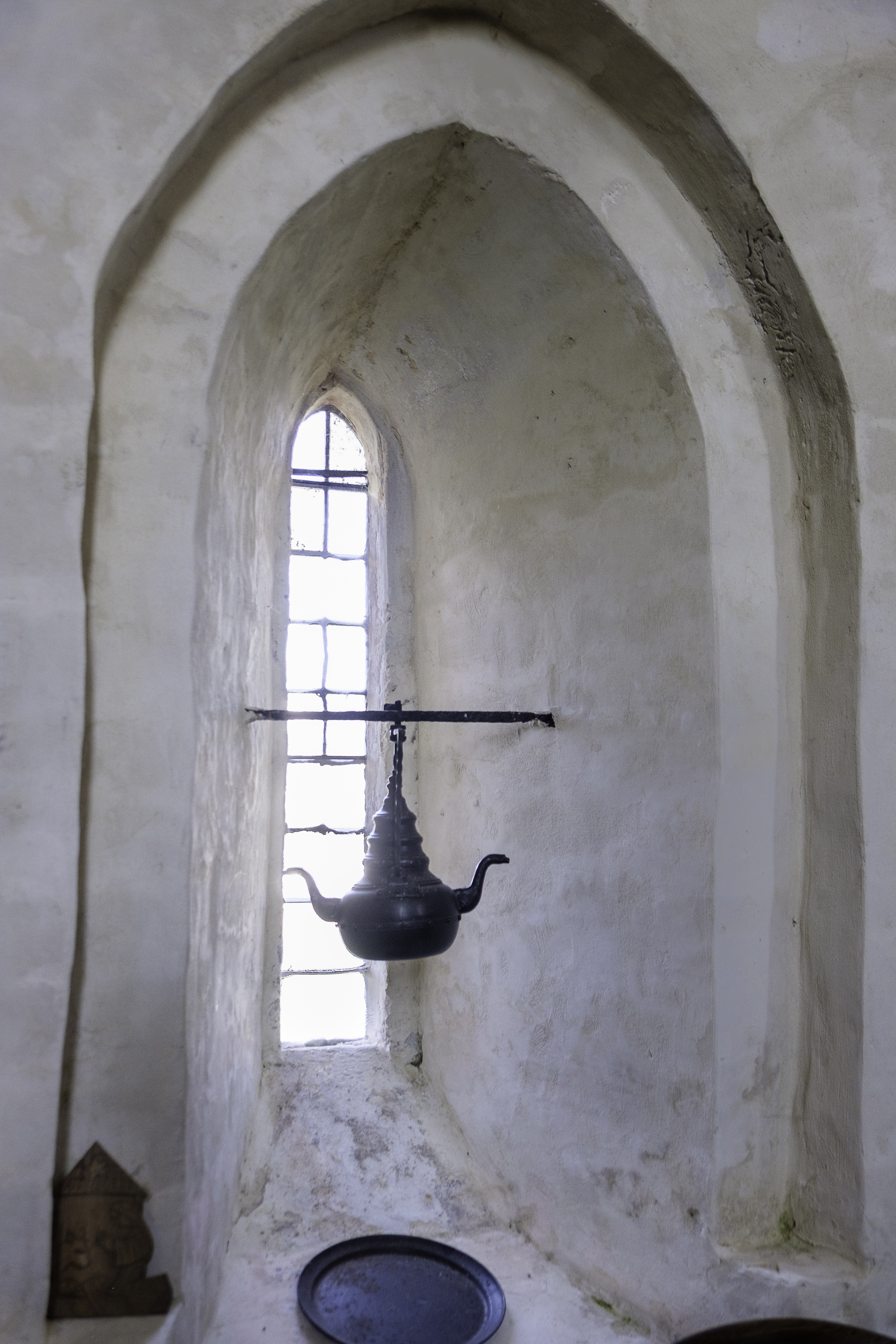
Piscina
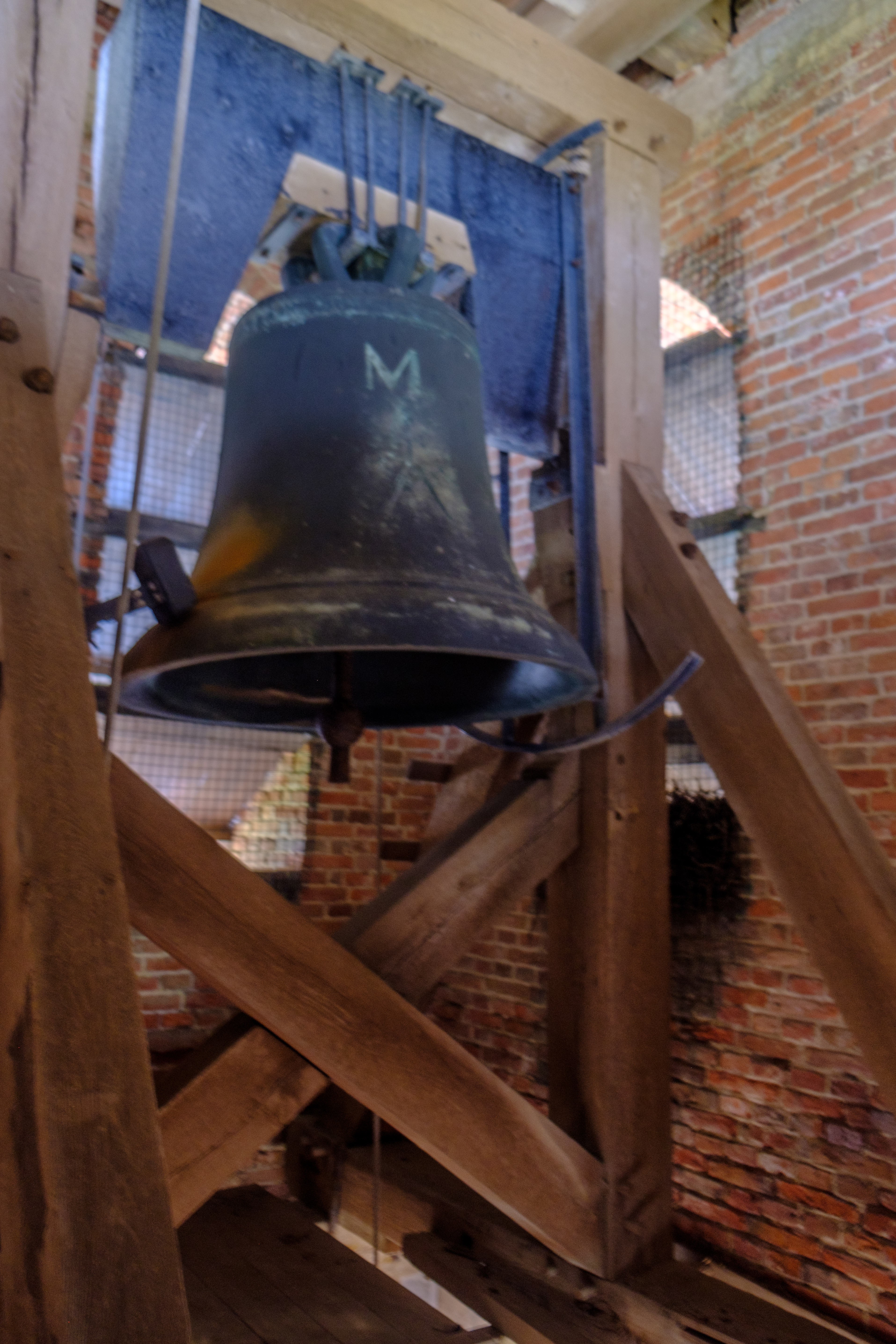
De grote luidklok uit 1390 met bovenaan de M van monument.
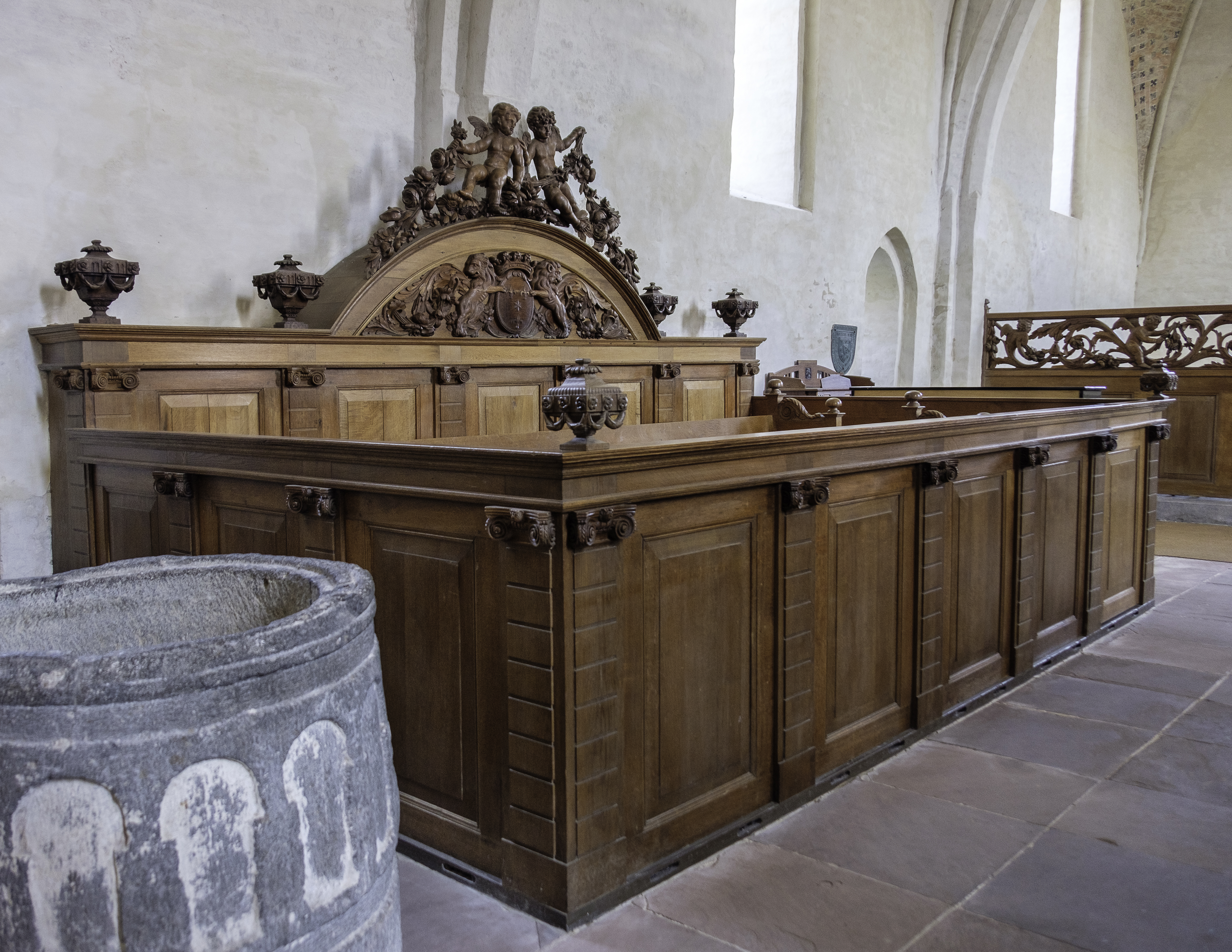
Herenbank
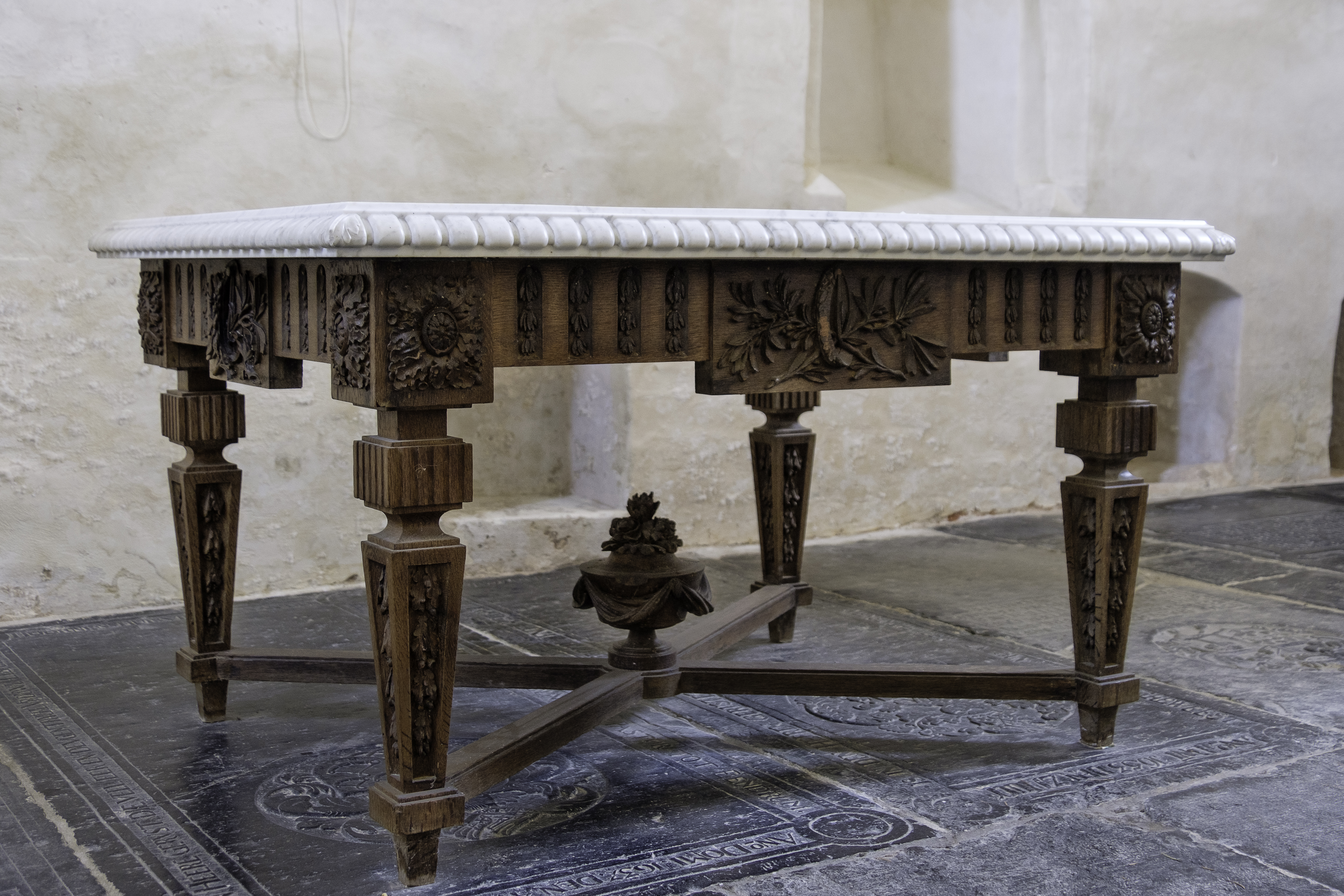
Avondmaalstafel
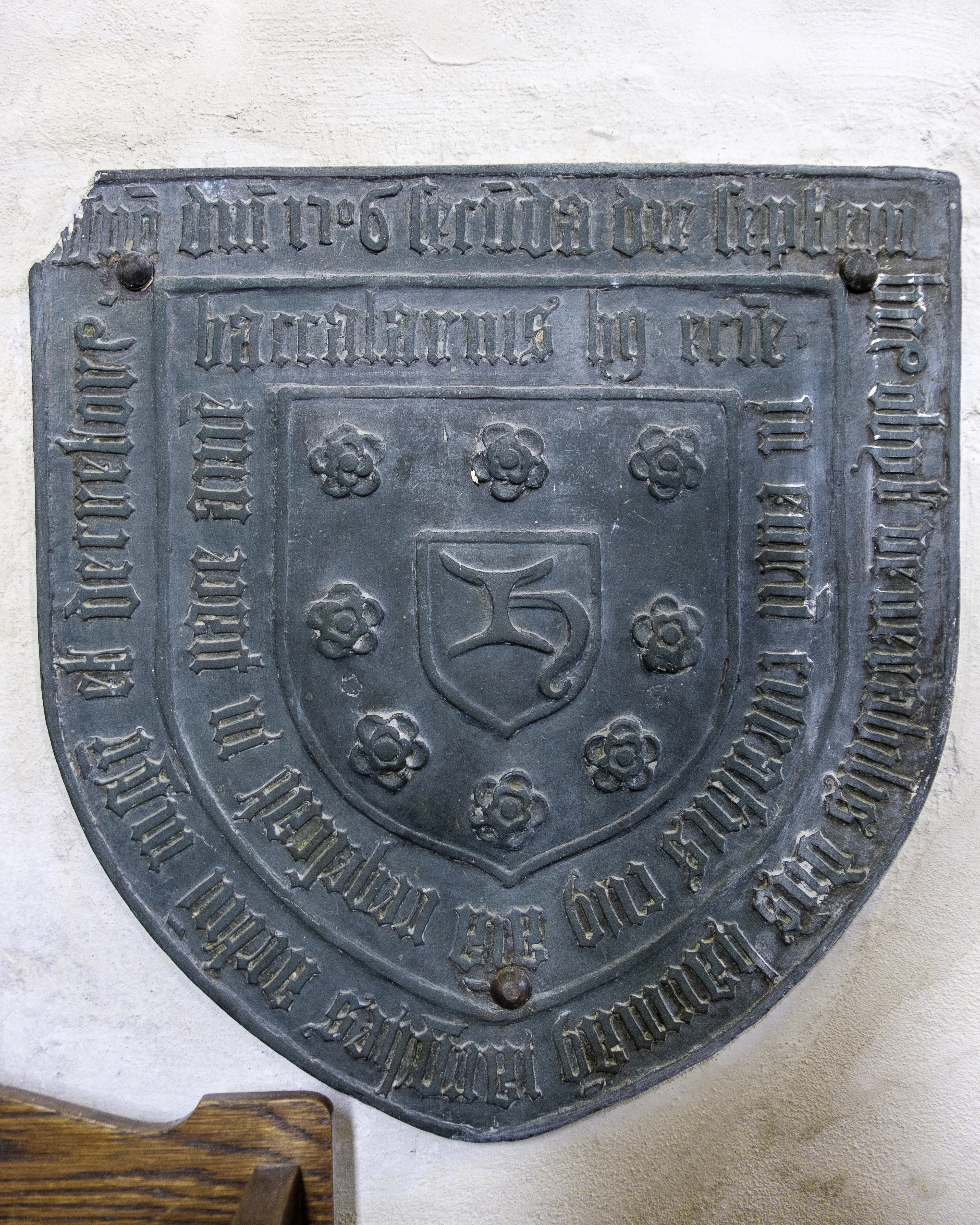
Koperen wapenschild afkomstig van de grafzerk van magister Hermanus Jarghes uit 1506